# 極道辻説法
『極道辻説法』（ごくどうつじせっぽう）は、今東光が1973年より『週刊プレイボーイ』（集英社）に連載した過激な人生相談コーナー。後に書籍に纏められたほか、同タイトルのLPレコードが1977年にCBSソニー（現：ソニー・ミュージックエンタテインメント）より発売された。
ただし後に明らかになったところでは、内容は担当編集者だった島地勝彦との事実上の共作で、特に人生相談の合間に挟まれる「和尚前白」「和尚独白」については、かなりの部分が島地による創作であったという。島地は後に「スポーツや外国小説をテーマにしているものはほぼ全て自分が創作した」と語っている。
現在は『毒舌身の上相談』と改題され集英社文庫から発売されている。